# Castello di Torre degli Alberi
Il castello di Torre degli Alberi, detto anche Castello Dal Verme, è un fortilizio dell'omonima frazione del comune di Colli Verdi in provincia di Pavia.  L'edificio è posto a 785 m sull'altura che sovrasta il borgo che si trova nell'Oltrepò Pavese, sul crinale che divise la val Tidone dalla valle del Coppa.

## Storia
Il sito possedeva un castello di incerta datazione, citato in un documento della prima della metà del XV secolo, eretto probabilmente dalla famiglia Dal Verme, da cui tuttora prende il nome. I Dal Verme discendono da un abitante di porta San Zeno di Verona, di cui le prime notizie si hanno attorno all’anno 1174. Attorno alla metà del XIV secolo iniziarono la loro attività di condottieri al servizio dei Visconti di Milano che assegnarono loro numerosi feudi in Oltrepò, divenendo poi con Luigi Dal Verme, figlio di Jacopo, conte di Bobbio e Voghera, della val Tidone e Castel San Giovanni. Torre degli Alberi, dapprima presidio di avvistamento del castello di Zavattarello è diventata dall’Ottocento dimora di famiglia. Nell'autunno del 1944 le truppe tedesche invasero e saccheggiarono il castello lasciando una scritta Conte sei un partigiano. Luchino Dal Verme, con il nome di battaglia Maino, era comandante della 88ª Brigata “Casotti”, quindi della divisione Garibaldi "Antonio Gramsci", dopo aver liberato Casteggio, il 27 aprile 1944, fu tra i primi a entrare a Milano.

## Struttura
Il castello è costituito da una alta e possente torre e una serie di edifici ad essa addossati molto modificati nel tempo. La torre, che rimane allo stato originario, ha base quadrata ed è priva di merlatura, alla sommità presenta una cordonatura retta da mensolette, realizzata in opera mista in pietra e laterizio.